# Markbeech
Markbeech – wieś w Anglii, w hrabstwie Kent, w dystrykcie Sevenoaks. Leży 32 km na zachód od miasta Maidstone i 42 km na południowy wschód od centrum Londynu.